# Каварија Кон Премецо
Каварија Кон Премецо (итал. Cavaria Con Premezzo) је насеље у Италији у округу Варезе, региону Ломбардија.
Према процени из 2011. у насељу је живело 5639 становника. Насеље се налази на надморској висини од 271 м.

## Становништво
| 1936. | 1951. | 1961. | 1971. | 1981. | 1991. | 2001. | 2011. |
| ----- | ----- | ----- | ----- | ----- | ----- | ----- | ----- |
| 1.655 | 2.296 | 3.601 | 4.673 | 4.514 | 4.632 | 4.788 | 5.713 |